# Tetraphidaceae
Tetraphidaceae är en familj av bladmossor. Tetraphidaceae ingår i ordningen Tetraphidales, klassen egentliga bladmossor, divisionen bladmossor och riket växter. Enligt Catalogue of Life omfattar familjen Tetraphidaceae 5 arter.
Tetraphidaceae är enda familjen i ordningen Tetraphidales.
Kladogram enligt Catalogue of Life:
| Tetraphidaceae | \| \| Tetraphis \| \| \| \| \| \| knappnålsmossor \| \| \| \| |
|                | \| \| Tetraphis \| \| \| \| \| \| knappnålsmossor \| \| \| \| |
|                | Tetraphis                                                     |
|                |                                                               |
|                | knappnålsmossor                                               |
|                |                                                               |

## Bildgalleri

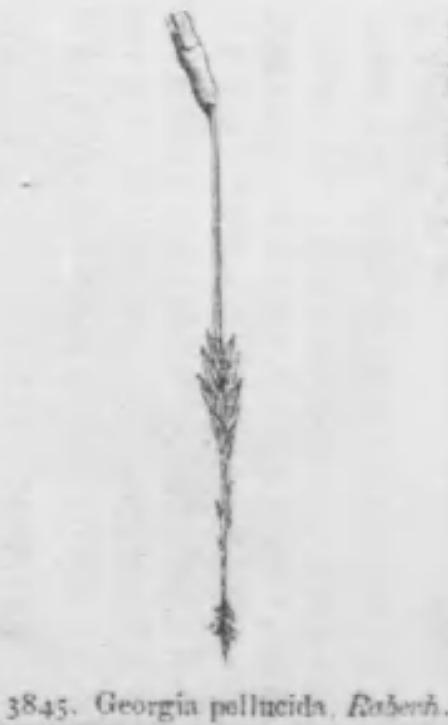
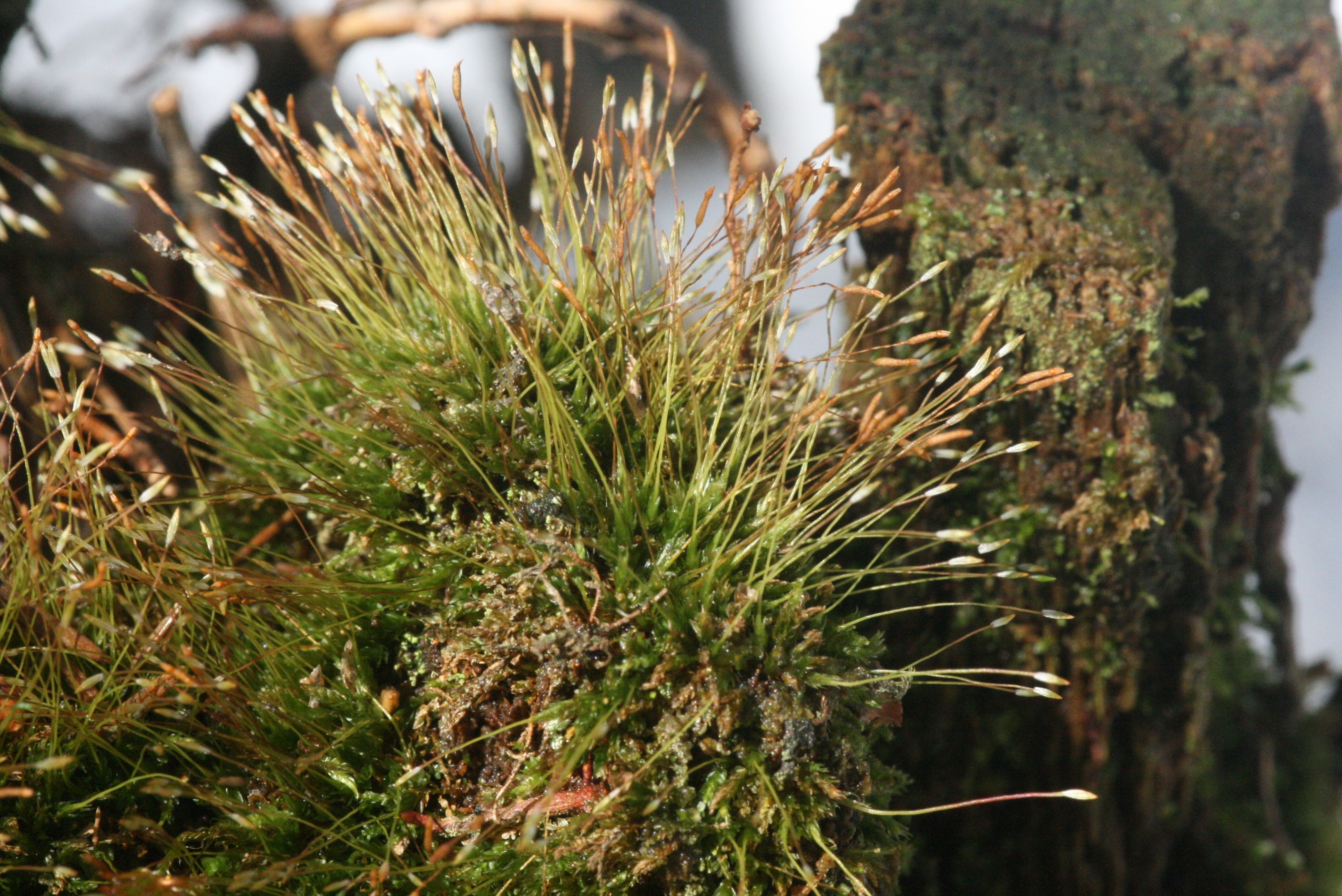
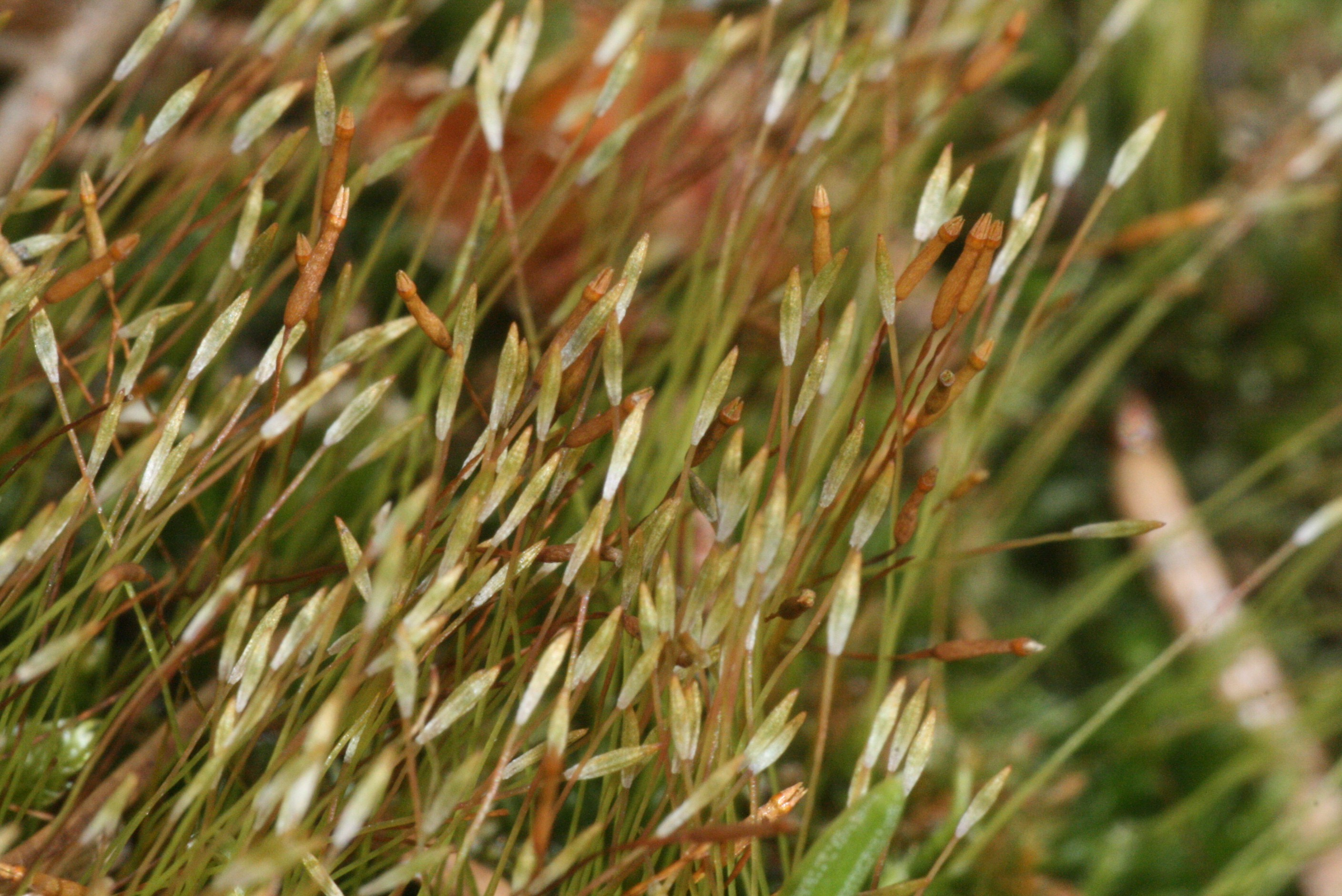
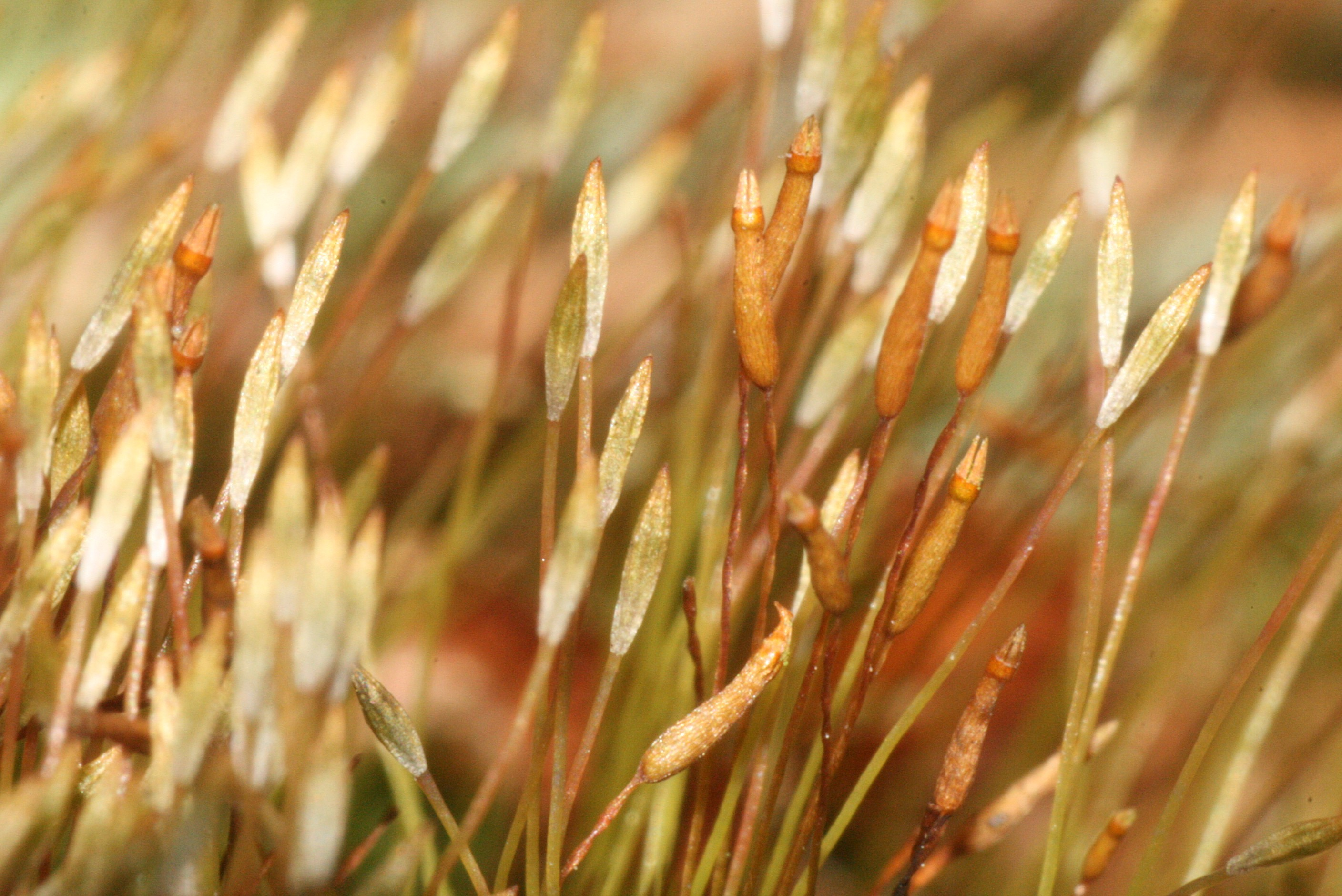
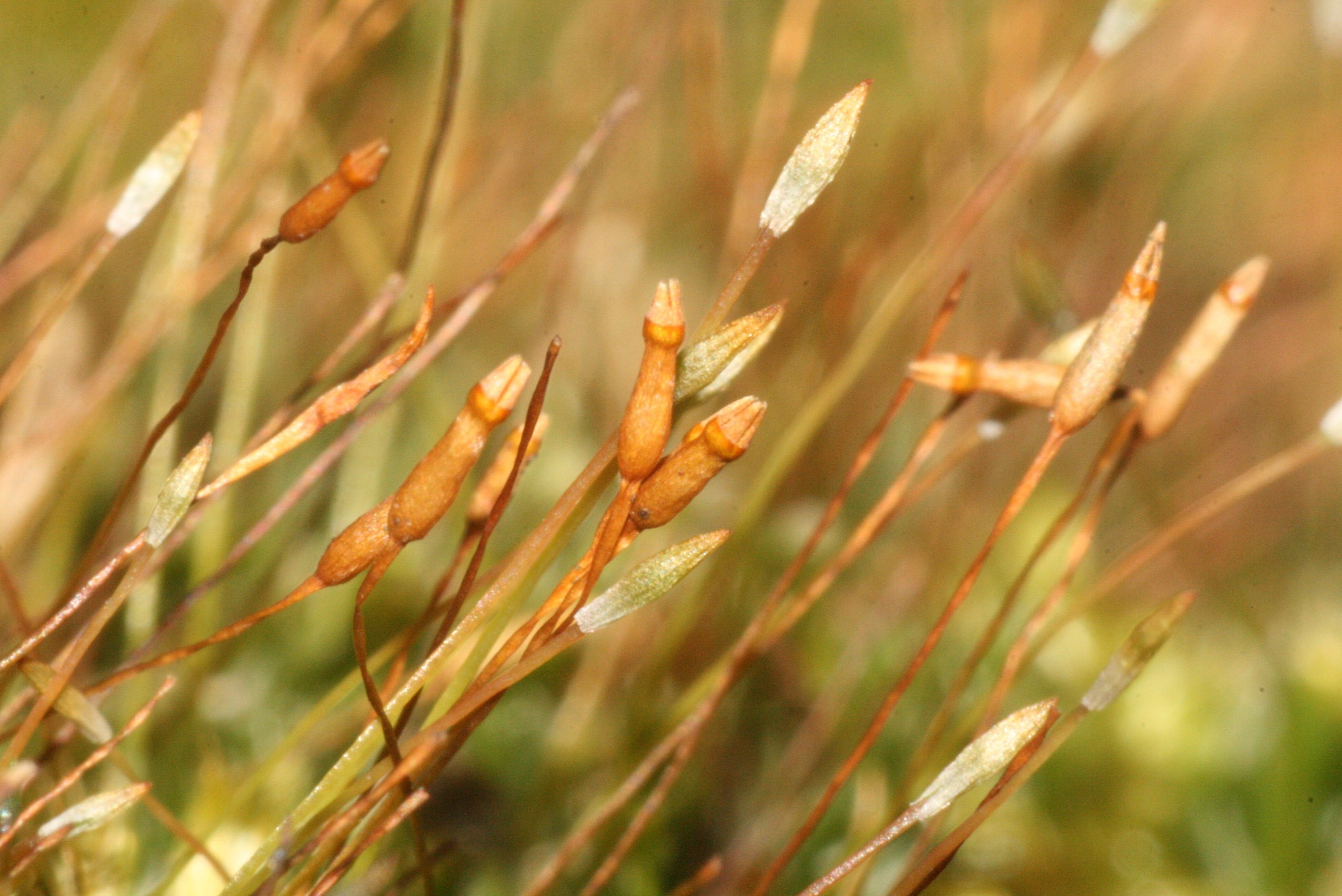
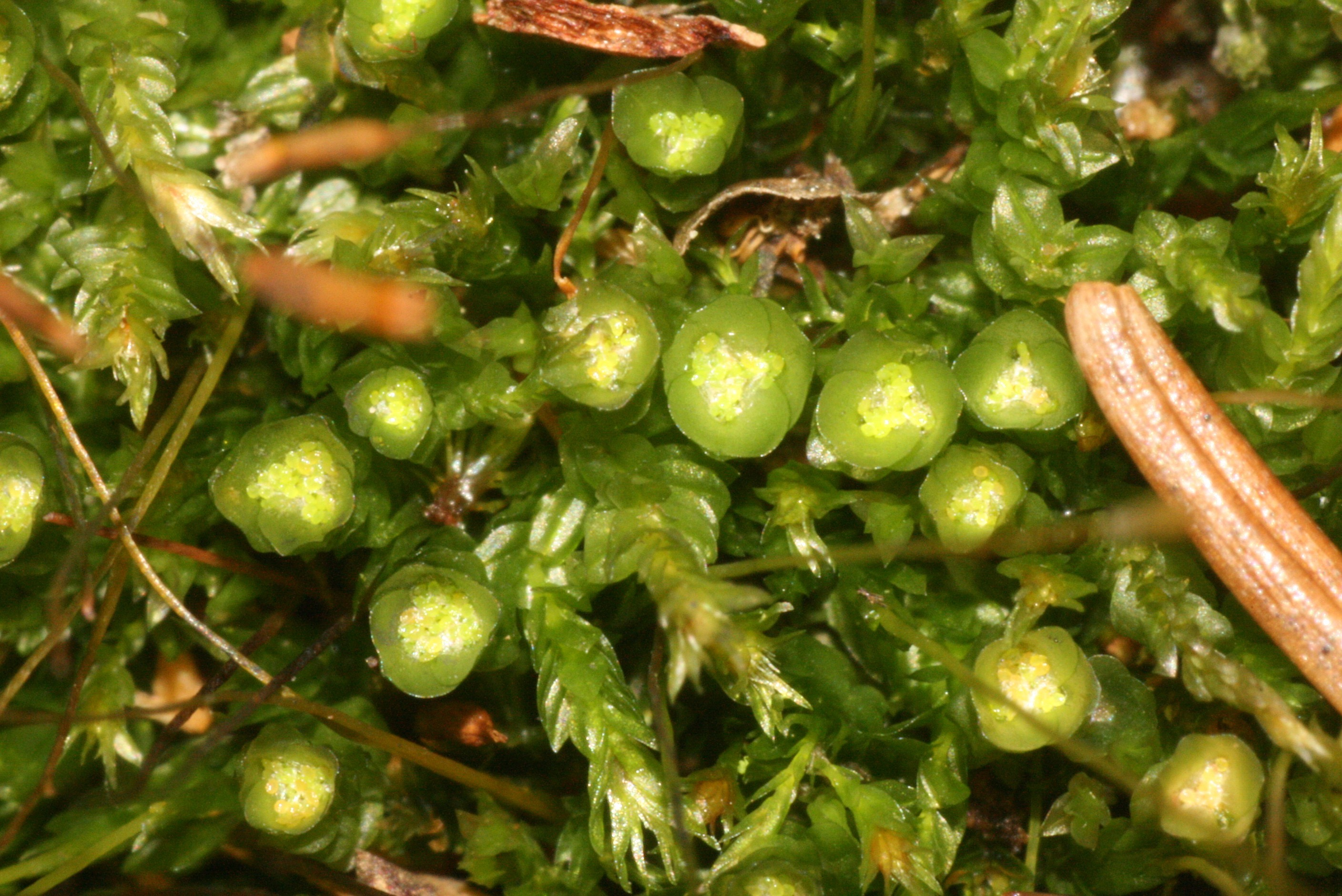